# Leszek Sibilski
Leszek Jan Sibilski (ur. 1 kwietnia 1958) – polsko-amerykański socjolog, kolarz, działacz kolarski, pomysłodawca Światowego Dnia Roweru.

## Życiorys
Leszek Sibilski uczęszczał do liceum w Jarocinie. Studia ukończył na Wydziale Trenerskim Akademii Wychowania Fizycznego w Poznaniu. W 2000 uzyskał na Uniwersytecie Jagiellońskim stopień doktora w dyscyplinie socjologii na podstawie napisanej pod kierunkiem Bronisława Misztala dysertacji Społeczne aspekty niepełnosprawności. Jako socjolog zajmuje się kwestiami zmiany klimatu, środowiska, rodziny, polityk publicznych, globalnym ubóstwem, młodzieżą oraz rolą kobiet we współczesnych społeczeństwach.
Pracował jako reporter i fotograf sportowy (m.in. dla „Przeglądu Sportowego” i „Sportowca”, przeprowadzając wywiady z Lechem Wałęsą i Eddym Merckxem), oraz jako nauczyciel wychowania fizycznego w szkole podstawowej w Witaszycach i średniej w Jarocinie. W 1987 został zatrudniony w zajmującej się sportem niepełnosprawnych organizacji Achilles Track Club w Nowym Jorku, w tym w latach 1989–1993 jako dyrektor ds. zagranicznych. Pracuje bądź pracował w Międzynarodowej Fundacji na rzecz Pomocy Charytatywnej, Banku Światowym i Organizacji Narodów Zjednoczonych. Wykładowca na Katolickim Uniwersytecie Ameryki w Waszyngtonie, Montgomery College oraz Marymount University.
Żonaty z Krystyną, ojciec Jakuba i Agnieszki. Mieszka w Waszyngtonie. Posiada obywatelstwo polskie oraz amerykańskie.

## Działalność sportowa
W młodości od 1971 wyczynowo uprawiał kolarstwo torowe w zespole Victorii Jarocin. Był członkiem młodzieżowej kadry Polski w latach 1972–1980, mistrzem Polski juniorów w sprincie oraz wyścigach na 500 m i 1000 m oraz brązowym medalistą Polski w sprincie seniorów (1979). W 1976 wybrany przez Polski Komitet Olimpijski kolarzem roku, dwukrotnie uznany sportowcem roku województwa kaliskiego. W 1983 zakończył wyczynowe uprawianie sportu. W późniejszym okresie został aktywnym promotorem kolarstwa. W 2010 był wśród sztafety niosącej znicz olimpijski przed igrzyskami paraolimpijskimi w Vancouver. W 2015, publikacją artykułu „Cycling is Everyone's Business” (ang. „Kolarstwo jest sprawą każdego”), rozpoczął oddolną kampanię mającą na celu ustanowienie światowego dnia roweru. Ostatecznie 12 kwietnia 2018 Zgromadzenie Ogólne Organizacji Narodów Zjednoczonych przyjęło rezolucję przyjmującą 3 czerwca za Światowy Dzień Roweru. W 2022 doprowadził do przyjęcia przez Zgromadzenie Ogólne ONZ rezolucji dotyczącej integracji transportu rowerowego w systemy publicznego transportu zbiorowego  na rzecz zrównoważonego rozwoju. Był pomysłodawcą przyjętej w 2024 decyzji UNESCO, zgodnie z którą rower uznano za „instrument wychowania fizycznego na całym świecie”.
Sibilski zaangażowany jest także w upamiętnienie ofiar katastrofy lotniczej w Gabare z 1978, w której śmierć poniosło pięciu polskich kolarzy biorących udział w zgrupowaniu w Bułgarii. Sam nie brał udziału w zgrupowaniu ze względu na obowiązki związane ze studiami.
Za działalność na rzecz sportu osób niepełnosprawnych wyróżniany m.in. przez burmistrzów Nowego Jorku, Bostonu, Chińską Federację Osób Niepełnosprawnych, prezydenta Billa Clintona. Był stypendystą Fundacji Kościuszkowskiej, University of Harvard JFK School.